# Carl-Eddie Lund

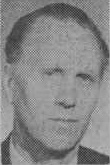
Carl-Eddie Lund

Carl-Eddie Lund, född 31 augusti 1921 i Stockholm, död 25 december 2015, var en svensk arkitekt.
Lund, som var son till ingenjör Heribert Lund och Rosalie Ström, avlade studentexamen 1941, reservofficersexamen 1943 och utexaminerades från Kungliga Tekniska högskolan 1951. Han var projekteringschef vid Svenska Riksbyggen till 1965 och ägare till Carl-Eddie Lund Byggprojektering AB från 1966. Han var chefsarkitekt vid Platzer Bygg AB 1969–1979 och verkställande direktör vid Byggstandardiseringen 1979–1986. Han var föreläsare i byggmateriallära vid Kungliga Tekniska högskolan 1985–1988. Han utarbetade bland annat stadsplan för Fruängens centrum och projekterade ett stort antal lägenheter i hela Sverige. Han blev kapten i Hälsinge regementes reserv 1964. 